# SimCopter
SimCopter  — компьютерная игра-симулятор, созданная студией Maxis и выпущенная в 1996 году для Windows 95, Windows 98, Mac OS, а также первая игра серии Sim, выполненная полностью в 3D-графике.

## Геймплей
Игрок может конвертировать город из SimCity 2000, который будет отображаться в 3D-графике, и управлять пилотом-новобранцем, который получает собственный вертолёт. Он должен выполнять разные миссии, такие как спасение симов из горящего здания или тонущего судна, арест преступников, контроль над беспорядками и эвакуация раненых симов в близлежащие больницы. Удачно выполняя миссии, игрок получает награду в виде денег, которые он может потратить на модернизацию и покупку новых, более быстрых и совершенных вертолётов, благодаря которым ему будут доступны новые миссии, такие как тушение пожара с помощью водяной пушки или разгон толпы слезоточивым газом. Если же игрок неудачно выполняет миссии, то он, наоборот, платит штрафы.
По словам Уилла Райта, главного геймдизайнера, SimCopter — это первая попытка в студии Maxis создать обширный игровой мир, условно именуемый «Симвселенной», где одновременно существует мегаполис и в нём живут маленькие человечки, обладающие собственным интеллектом. Однако в процессе разработки игры разработчики пришли к выводу, что такой мир при нынешних технологиях крайне сложно создать и он требует крупных финансовых затрат, поэтому игру SimCopter удачным результатом назвать нельзя.

## Критика
Критик журнала GameSpot Марк Ист в своём обзоре на 1996 год назвал игру настоящим сюрпризом для фанатов SimCity 2000, ведь теперь у них появилась возможность лицезреть свой собственный город в трёхмерном изображении. С другой стороны, Марк раскритиковал качество графики, которая местами выглядит откровенно халтурно, хотя, по его мнению, это единственный недостаток в игре, остальное — геймплей и звуковое сопровождение — сделано на высшем уровне.

## Скандал
В ранних копиях игры на улицах можно было заметить массовое скопление людей, которые были одеты только в красные плавки, танцевали вместе с полицейскими и целовались друг с другом, а на груди у них были нарисованы яркие красные соски́. Такие люди получили название «Himbo». При этом толпу можно было чётко разглядеть на дальнем расстоянии и при плохой погоде. Вскоре было выяснено, что «пасхальное яйцо» в игру добавил геймдизайнер Жак Сэрвин, выражая свой протест в ответ на «невыносимые условия труда» в студии Maxis. В результате Maxis немедленно уволила геймдизайнера и временно прекратила выпуск игры, пропустив зимний сезон, из новых копий игры были удалены «Химбо». Это вызвало протест у членов организации ACT UP и гей-активистов, которые призывали бойкотировать игры студии Maxis. Позже ответственность за «Химбо» взяла на себя организация RTMark и включила SimCopter вместе с 16 другими играми в список своей «творческой подрывной деятельности». В частности Жак Сэрвин признался, что получил от данной организации $5,000 за создание пранка. Позже выяснилось, что Сэрвин и вовсе был соучредителем RTMark.

## Версия для Nintendo 64
22 мая 1997 года EA Games анонсировала версию игры для Nintendo 64, за несколько недель до того, как на выставке E3 1997 был продемонстрирован рабочий прототип для этой приставки. Уже тогда игра подверглась критике со стороны игровой прессы за плохую дальность прорисовки. 9 октября 1997 года EA объявила, что игра будет запускаться с участием периферийного устройства 64DD и выйдет в составе первых игр для данной платформы в США, издателем выступила бы Electronic Arts. Глава Nintendo Сигэру Миямото упоминал, что 64DD-версия будет поддерживать передачу данных с играми Mario Artist, SimCity 64, в одном из ранних интервью он также упоминал возможность передачи данных с SimCity 2000. Провальный релиз 64DD в Японии заставил отменить выход связанных с ним игр, в том числе и SimCopter. В марте 1999 года была подтверждена отмена разработки игры. 
Годы спустя причастные к разработке консольной SimCopter признались, что на тот момент даже не видели сборку 64DD и не начинали разрабатывать инструменты по обмену данными с другими играми. Существует как минимум два сохранившихся прототипа для Nintendo 64, один из которых был создан для демонстрации на выставке E3 1997 года от 16 июня 1997 года, он был опубликован фондом истории видеоигр 14 ноября 2022 года. Подтверждено существование второго прототипа от 26 декабря 1997 года.